# Sistem protiv blokiranja točkova
Sistem protiv blokiranja točkova (engl. anti-lock braking system - ABS) je sigurnosni sistem koji sprečava proklizavanje, koristi na avionima i na kopnenim vozilima, kao što su automobili, motocikli, kamioni i autobusi. ABS funkcioniše tako što sprečava blokiranje točkova tokom kočenja, čime se održava prijanjanje sa površinom puta i omogućava vozaču da zadrži veću kontrolu nad vozilom.
ABS je automatizovani sistem koji koristi principe kočenja na pragu i kočenja kadencom, tehnike koje su nekada praktikovali vešti vozači pre nego što je ABS bio široko rasprostranjen. ABS radi mnogo brže i efikasnije nego što to može većina vozača. Iako ABS generalno nudi poboljšanu kontrolu vozila i smanjuje zaustavni put na suvim i nekim klizavim površinama, na šljunkovitim ili snegom prekrivenim površinama ABS može značajno da poveća zaustavni put, dok i dalje poboljšava kontrolu upravljanja. Od kada je ABS uveden u proizvodna vozila, takvi sistemi su postali sve sofisticiraniji i efikasniji. Moderne verzije mogu ne samo da spreče blokiranje točkova pri kočenju, već mogu i da promene ravnotežu kočenja sa zadnjeg na prednji deo. Ova poslednja funkcija, u zavisnosti od njenih specifičnih mogućnosti i implementacije, poznata je kao elektronska raspodela sile kočenja (EBS), sistem kontrole proklizavanja (TCS), pomoć pri kočenju (BAS) ili elektronska kontrola stabilnosti (ESC).

## Istorija
Koncept za ABS prethodio je modernim sistemima koji su uvedeni 1950-ih. Godine 1908, na primer, J.E. Francis je predstavio svoj „regulator za sprečavanje proklizanja za šinska vozila“.
Godine 1920, francuski pionir automobila i aviona Gabrijel Voazen eksperimentisao je sa sistemima koji su modulisali hidraulički pritisak kočenja na kočnicama njegovog aviona kako bi smanjili rizik od klizanja guma, pošto je kočenje na pragu na avionu skoro nemoguće. Ovi sistemi su koristili zamajac i ventil pričvršćen za hidraulični vod koji napaja kočione cilindre. Zamajac je pričvršćen za bubanj koji radi istom brzinom kao i točak. Pri normalnom kočenju, doboš i zamajac treba da se okreću istom brzinom. Međutim, kada se točak uspori, bubanj bi učinio isto, ostavljajući zamajac da se okreće brže. Ovo dovodi do otvaranja ventila, dozvoljavajući maloj količini kočione tečnosti da zaobiđe glavni cilindar u lokalni rezervoar, snižavajući pritisak na cilindar i otpuštajući kočnice. Upotreba bubnja i zamajca značila je da se ventil otvara samo kada se točak okreće. Tokom testiranja, primećeno je poboljšanje performansi kočenja od 30%, jer su piloti odmah primenili pune kočnice umesto da polako povećavaju pritisak kako bi pronašli tačku klizanja. Dodatna prednost je bila eliminacija izgorelih ili puknutih guma.
Prvo pravilno prepoznavanje ABS sistema došlo je kasnije kod nemačkog inženjera Karla Vesela, čiji je sistem za modulaciju snage kočenja zvanično patentiran 1928. godine. Vesel, međutim, nikada nije razvio funkcionalan proizvod, kao ni Robert Boš koji je proizveo sličan patent osam godina kasnije.
Sličan kočioni sistem nazvan Deselostat koji je koristio dinamo mašinu za merenje proklizavanja točkova korišćen je u železnici 1930-ih godina. Do 1951. Deselostat na zamajcu je korišćen u avionima da obezbedi zaštitu od proklizavanja pri sletanju. Uređaj testiran prvo u Sjedinjenim Američkim Državama, a kasnije i od strane Britanaca. 1954. Popular Science je otkrila da su američki proizvođači automobila u Detroitu izvršili preliminarno testiranje sistema Deselostat kako bi se sprečilo proklizavanje automobila koristeći jake kočnice. Međutim, ne postoje javno dostupne informacija o rezultatima testa.
Do ranih 1950-ih, sistem protiv proklizavanja Dunlop Maksaret bio je u širokoj upotrebi u avijaciji u Velikoj Britaniji Maksaret, dok je smanjio zaustavni put do 30% u ledenim ili mokrim uslovima, takođe je produžio životni vek guma i imao je dodatnu prednost što je omogućio poletanje i sletanje u uslovima koji bi sprečili letenje u avionima koji nisu opremljeni Maksaretom.
Godine 1958. Laboratorija za istraživanje puteva je koristila motocikl Super Meteor za testiranje Maksaret antiblok kočnice. Eksperimenti su pokazali da antiblokirajuće kočnice mogu biti od velike vrednosti za motocikle, kod kojih je proklizavanje uključeno u veliki procenat nesreća. Zaustavni put je smanjen u većini testova u poređenju sa blokiranim kočenjem točkova, posebno na klizavim površinama, na kojima je poboljšanje moglo biti i do 30%. Međutim, tadašnji tehnički direktor Enfilda, Toni Vilson-Džons, video je malo budućnosti u sistemu i kompanija ga nije pustila u proizvodnju.
Potpuno mehanički sistem je imao ograničenu upotrebu u automobilima 1960-ih u trkačkom automobilu Ferguson P99, Jensen FF, i eksperimentalnom Ford Zodiak sa pogonom na sva četiri, ali nije imao dalju upotrebu; sistem se pokazao skupim i nepouzdan.
Prvi potpuno elektronski sistem protiv blokiranja kočnica razvijen je kasnih 1960-ih za avion Konkord .
Moderan ABS sistem izumeo je 1971. Mario Palaceti (poznat kao 'Gospodin ABS') u Fijatovom istraživačkom centru i sada je standardan u skoro svakom automobilu. Sistem je nazvan Antiskid i patent je prodat Bošu koji ga je nazvao ABS.
Kompaniji Bosch bilo je potrebno pet godina za razvoj prvog digitalnog kontrolera za potrebe testiranja, a nakon tri godine (1978), počela je i serijska proizvodnja i ugradnja u luksuzne automobile marke Mercedes.

## Funkcionisanje
Kontroler protiv blokirajućeg sistema poznat je i kao CAB (engl. Controller Anti-lock Brake).
ABS tipično uključuje centralnu elektronsku kontrolnu jedinicu (ECU), četiri senzora za brzinu točkova i najmanje dva hidraulična ventila unutar hidraulike kočnice. ECU stalno prati brzinu rotacije svakog točka; ako otkrije da se točak okreće znatno sporije od brzine vozila, što je stanje koje ukazuje na predstojeću blokadu točka, aktivira ventile da smanji hidraulički pritisak na kočnicu na pogođenom točku, čime se smanjuje sila kočenja na tom točku; točak se tada okreće brže. Suprotno tome, ako ECU detektuje da se točak okreće znatno brže od ostalih, hidraulički pritisak kočnice na točak se povećava tako da se sila kočenja ponovo primenjuje, usporavajući točak. Ovaj proces se neprekidno ponavlja i vozač ga može otkriti pulsiranjem pedale kočnice. Neki sistemi protiv blokiranja mogu primeniti ili otpustiti pritisak kočenja 15 puta u sekundi. Zbog toga je točkove automobila opremljenih ABS-om praktično nemoguće zaključati čak i tokom paničnog kočenja u ekstremnim uslovima.
ECU je programiran da zanemari razlike u brzini rotacije točkova ispod kritičnog praga jer kada automobil skreće, dva točka ka centru krivine se okreću sporije od spoljna dva. Iz istog razloga, diferencijal se koristi u gotovo svim drumskim vozilima.
Ako dođe do kvara u bilo kom delu ABS-a, na instrument tabli vozila će se obično upaliti svetlosni signal, a ABS će biti onemogućen dok se kvar ne otkloni.
Savremeni ABS primenjuje individualni pritisak kočnice na sva četiri točka preko kontrolnog sistema senzora postavljenih na glavčini i namenskog mikrokontrolera . ABS se nudi ili je standardan na većini drumskih vozila koja se danas proizvode i predstavlja osnovu za elektronske sisteme kontrole stabilnosti, čija popularnost ubrzano raste zbog ogromnog smanjenja cene elektronike vozila tokom godina.
Savremeni sistemi elektronske kontrole stabilnosti (ESC) je evolucija koncepta ABS-a. Ovde se dodaju najmanje dva dodatna senzora da pomognu sistemu: to su senzor ugla upravljača i žiroskopski senzor. Teorija rada je jednostavna: kada žiroskopski senzor otkrije da se smer kojim se kreće automobil ne poklapa sa onim što prijavljuje senzor na volanu, ESC softver će kočiti potrebne pojedinačne točkove (do tri sa najsofisticiranijim). sistemi), tako da vozilo ide onako kako vozač namerava. Senzor na volanu takođe pomaže u radu Kontrole kočenja u krivinama (CBC), jer će to reći ABS-u da točkovi na unutrašnjoj strani krivine treba da koče više od točkova na spoljašnjoj strani, i za koliko.
ABS oprema se takođe može koristiti za implementaciju sistema kontrole proklizavanja (TCS) pri ubrzanju vozila. Ako pri ubrzanju guma izgubi vuču, ABS kontroler može da otkrije situaciju i preduzme odgovarajuće mere kako bi se vuča povratila. Sofisticiranije verzije ovoga takođe mogu istovremeno da kontrolišu nivo gasa i kočenja.
ABS senzori brzine se ponekad koriste u sistemu kontrole pritisaka u pneumaticima (TPMS), koji može otkriti nedovoljno naduvavanje pneumatika na osnovu razlike u brzini rotacije točkova.

## Komponente
Postoje četiri glavne komponente ABS-a: Senzor broja obrtaja, ventili, pumpa i kontroler.
Senzor broja obrtaja (enkoder)
Senzor broja obrtaja se koristi za određivanje ubrzanja ili usporavanja točka. Ovi senzori koriste magnet i senzor sa Holovim efektom, ili zupčani točak i elektromagnetni kalem za generisanje signala. Rotacija točka ili diferencijala indukuje magnetno polje oko senzora. Fluktuacije ovog magnetnog polja stvaraju napon u senzoru. Pošto je napon indukovan u senzoru rezultat rotirajućeg točka, ovaj senzor može postati netačan pri malim brzinama. Sporije okretanje točka može izazvati netačne fluktuacije u magnetnom polju i time uzrokovati netačna očitavanja kontroleru.
Ventili
U kočionoj liniji svake kočnice postoji ventil koji kontroliše ABS. Na nekim sistemima ventil ima tri položaja:
- U položaju jedan, ventil je otvoren; pritisak iz glavnog cilindra se prenosi pravo na kočnicu.
- U položaju dva, ventil blokira vod, izolujući tu kočnicu od glavnog cilindra. Ovo sprečava dalji porast pritiska ako vozač jače pritisne papučicu kočnice.
- U položaju tri, ventil oslobađa deo pritiska od kočnice.

Većina problema sa sistemom ventila nastaje zbog začepljenih ventila. Kada je ventil začepljen, ne može se otvoriti, zatvoriti ili promeniti položaj. Ventil koji nije u funkciji će sprečiti sistem da modulira ventile i kontroliše pritisak koji se dovodi do kočnica.
Pumpa
Pumpa u ABS-u se koristi za vraćanje pritiska na hidrauličke kočnice nakon što ga ventili otpuste. Signal iz kontrolera će otpustiti ventil kada detektuje proklizavanje točka. Nakon što ventil oslobodi pritisak koji dobija od korisnika, pumpa se koristi za vraćanje željene količine pritiska u kočioni sistem. Kontroler će modulisati status pumpe kako bi obezbedio željenu količinu pritiska i smanjio klizanje.
Kontroler
Kontroler je jedinica slična ECU u automobilu koja prima informacije od svakog pojedinačnog senzora brzine točka. Ako točak izgubi vuču, signal se šalje kontroloru. Kontroler će tada ograničiti silu kočenja (EBD) i aktivirati ABS modulator koji uključuje i isključuje kočione ventile.

## Podela
Sistemi protiv blokiranja kočnica koriste različite šeme u zavisnosti od vrste kočnica koje se koriste. Mogu se razlikovati po broju kanala: to jest, po broju ventila koji se pojedinačno kontrolišu—i broju senzora broja obrtaja.
Četvorokanalni  sa četiri senzoraPostoji senzor broja obrtaja na sva četiri točka i poseban ventil za sva četiri točka. Sa ovim podešavanjem, kontroler nadgleda svaki točak pojedinačno kako bi se uverio da postiže maksimalnu silu kočenja.
Trokanalni  sa četiri senzoraPostoji senzor broja obrtaja na sva četiri točka i poseban ventil za svaki od prednjih točkova, ali samo jedan ventil za oba zadnja točka. Starija vozila sa ABS-om na sva četiri točka obično koriste ovaj tip.
Trokanalni ABS sa tri senzoraOvaj sistem, koja se obično nalazi na kamionima sa ABS-om na četiri točka, ima senzor broja obrtaja i ventil za svaki od prednjih točkova, sa jednim ventilom i jednim senzorom za oba zadnja točka. Senzor broja obrtaja za zadnje točkove nalazi se na zadnjoj osovini. Ovaj sistem omogućava individualnu kontrolu prednjih točkova, tako da oba mogu postići maksimalnu silu kočenja. Zadnji točkovi se, međutim, nadgledaju zajedno; oboje moraju da počnu da se zaključavaju pre nego što se  aktivira pozadi. Sa ovim sistemom, moguće je da se jedan od zadnjih točkova blokira tokom zaustavljanja, smanjujući efikasnost kočenja. Ovaj sistem je lako identifikovati, jer ne postoje pojedinačni senzori brzine za zadnje točkove.
Dvokanalni  sa četiri senzoraOvaj sistem, koji se obično nalazi na putničkim automobilima od kasnih 80-ih do sredine 1990-ih, koristi senzor broja obrtaja na svakom točku, sa po jednim kontrolnim ventilom za prednje i zadnje točkove kao par. Ako senzor broja obrtaja detektuje blokadu na bilo kom pojedinačnom točku, kontrolni modul pulsira ventil za oba točka na tom kraju automobila.
Jednokanalni ABS sa jednim senzoromOvaj sistem se obično nalazi na kamionima, terencima i kombijima sa ABS-om na zadnjim točkovima. Ima jedan ventil, koji kontroliše oba zadnja točka, i senzor za broj obrtaja, koji se nalazi na zadnjoj osovini. Ovaj sistem radi isto kao i zadnji kraj trokanalnog sistema. Zadnji točkovi se prate zajedno i oba moraju da počnu da se zaključavaju pre nego što se ABS aktivira. U ovom sistemu je takođe moguće da se jedan od zadnjih točkova blokira, smanjujući efikasnost kočenja. Ovaj sistem je takođe lako identifikovati, jer ne postoje pojedinačni senzori brzine za bilo koji od točkova.